# Prionolabis hepatica
Prionolabis hepatica là một loài ruồi trong họ Limoniidae. Chúng phân bố ở miền Tân bắc.